# 中川家のネコ電
中川家のネコ電（なかがわけのネコでん）は、2003年4月から2005年3月までTBSラジオなどで放送されていた、お笑いコンビ・中川家（中川剛・中川礼二）がパーソナリティーをつとめたラジオ番組。

## 概要
同局の『中川家の半時間』（2002年10月 - 2003年3月）の後身番組。同番組の放送時間移動・タイトル変更の形で開始した。タイトルの「ネコ電」は、剛が好きな「猫」と礼二が好きな「電車」を合わせたもの。
収録番組だが、たまに生放送をおこなっていた。
番組放送作家の柳しゅうへい（通称：カニ）と大平カンフー（通称：カンフー）が、毎週オープニングに登場した。

### 放送時間
スタートから2003年9月までは「Junk」枠（旧）1部で毎週月曜日深夜（火曜早朝）0:00 - 1:00に放送され（TBSラジオ以外では同日3:00 - 4:00に遅れネット）、2003年10月に枠と曜日を移動。「B-JUNK」枠で、毎週水曜日深夜（木曜早朝）3:00 - 4:00に放送された。

## コーナー
- どーでもええわ
月曜Junk時代からある、世の中の「どーでもええこと」を募集するコーナー。
- K相談所→Tメンタルクリニック
表と裏の社会を行来している「関東在住のKさん」→「謎の関西人Tさん」（礼二）が質問に答える相談コーナー。
- ～らしい
中川家に関する嘘のウワサや目撃情報を募集。
- いいわけ人生
思わず許してしまうアホな言い訳を募集。
- ひーろー
リスナーが考えた「生活密着型ヒーロー」を募集。
- 絶対イヤッ!
「絶対にイヤ!」と言ってしまうことを募集。
- 3つ!
3つの事を紹介していく3段オチを募集。
- 妄想族
リスナーの妄想上の恋人を募集。
- 0点!
ナインティナインのオールナイトニッポンの「点取り占い」に似ているが、0点になってしまうことを募集。
- 使用上の注意
世の中にあるさまざまなものの新しい「注意書き」を募集。
- 美女に野獣
ありえないフレーズの組み合わせを「○○に○○」の形で募集。
- ないない（ありそうだけど、ない!）
あるあるの逆。日常でほぼありえないことを募集。
- ん〜興奮するわ!
「個人的に興奮するシチュエーション」を募集。
- 今昔・ゆうこのお茶が入りましたよ
落語家・林屋今昔（礼二）と美人アシスタントの中川ゆう子（剛）が、リスナーからの普通のお便りを紹介するコーナー。

## エピソード
- 意味もなくちょくちょくアホマイルドがスタジオに遊びに来ていた。
- 聴取率調査週間（スペシャルウィーク）は「裏ネコ電」と呼ばれ、生放送を行なった。いつも下ネタのメールが多く物議をかもした。
  - 2004年8月4日に、初の生放送。
- 2004年10月20日放送回では、中川家が台風のため東京へ収録に来られず、同番組がネットされない大阪MBSラジオのブースから音声を届け、作家の柳・カンフーが詰める東京のスタジオとの中継形式で収録を行なった。
- ラジオネーム「Zカップ」改め「アンドリュー」という名物リスナーがいた。本業は中野あたりを流している東京無線所属のタクシードライバーであり、送ってくるネタは不採用レベルだが、2005年に入って中川家が1度乗車したことをきっかけに頻繁に採用されるようになった。毎回「無駄が多い」「リズムが悪い」などダメ出しを受けながらも爆笑をかっさらい、全員に可愛がられていた。最終回に電話で出演。
- 中川家はこの番組の終了から長期にラジオから遠ざかっていたが2018年10月からニッポン放送でオールナイトニッポンPremiumを開始。約13年半ぶりにラジオパーソナリティに復帰した。その後もDAYS、ザ・ラジオショーとラジオパーソナリティを続けている。作家の柳しゅうへいも続投している。

## ゲスト
2004年
- 04/21 陣内智則
- 06/23 カンニング
- 07/21 ライセンス
- 08/18 大野智（嵐）
- 08/25 ダイノジ
- 09/01 河本準一（次長課長） ※療養中だった剛の代役
- 09/08 次長課長 ※療養中だった剛の代役
- 09/15 小野真弓／照英（電話出演） ※映画『スクールウォーズ・HERO』の告知
- 09/29 2丁拳銃
- 12/08 武田鉄矢 ※海援隊の新曲『初恋のいた場所』の告知
- 12/15 タカアンドトシ

2005年
- 02/09 友近
- 02/16 フットボールアワー